# Казнаков Микола Геннадійович
Микола Казнаков (рос. Никола́й Генна́дьевич Казнаков; 20 грудня 1823 — 24 лютого 1885) — державний та військовий діяч Російської імперії.

## Життєпис
Походив небагатого російського дворянського роду Казнакових. Син генерал-майор Геннадія Казнаков і Надії Куломзіної. Народився 1823 року в селі Наровчат Пензенської губернії. Після закінчення курсу в Школі гвардійських підпрапорщиків та кавалерійських юнкерів 6 серпня 1842 року розпочав службу корнетом у Лейб-гвардії Гродненському гусарському полку та 10 жовтня підвищено до поручика. 1845 року дослужився до штабс-капітана. У 1847 році закінчив курс Військової академії з великою срібною медаллю і 20 січня 1848 року призначено до Гвардійського генерального штабу. За успіхи в науках 31 січня 1848 року отримав чин ротмістра. Під час придушення Угорської революції знаходився в поході до західних кордонів імперії. Будучи дивізійним квартирмейстером 1-ї Гвардійської дивізії, з 22 січня 1850 по 18 січня 1853 був ад'юнкт-професором тактики у Військовій академії.
25 жовтня 1853 року отримав чин полковника. Його було призначено перебувати при спадкоємці — великому князі Олександрі Миколайовичі. 3 травня 1859 року підвищено до генерал-майора. Зараховано до імператорського почту. 6 червня 1861 призначено начальником штабу Окремого Гренадерського корпусу.
30 серпня 1865 року підвищено до генерал-лейтенанта. 8 січня 1864 року призначено київським військовим губернатором та керуючим цивільною частиною. Того ж року йому було надано звання Почесного громадянина міста Бердичева — "за надане цьому місту опіку під час холери. Невдовзі ініціював прокладання нової вулиці в Києві, яка б з'єднала Анненковську та Інститутську вулиці. 1866 року став одним із співзасновників Київської російської публічної бібліотеки. 10 квітня 1867 року призначено генерал-ад'ютантом.
1 січня 1875 року Казнаков було призначено генерал-губернатором і командувачем військ Західно-Сибірського військового округу та наказним отаманом Сибірського козацького війська. Отримавши призначення, він негайно відбув до Омську, але присвятив деякий час вивченню у Санкт-Петербурзі літератури про Сибір.
Багато зробив з розвитку Західного Сибіру. У Омську було відкрито Західно-Сибірське відділення Імператорського Російського географічного товариства. Багато сприяв організації наукових експедицій М. В. Катанаєва. За це Казнакова було обрано почесним членом Російського географічного товариства. Висунув багато важливих місцевих питань: про засланців, інородницький, переселенський, про шляхи сполучення, про народну освіту та інші. Казнаков підтримав ініціативу організувати Томський університету, що став першим у Сибіру. Облаштування цього університету користувалося особливою увагою генерал-губернатора. 1852 року разом із М. І. Богдановичем переклав з французької мови твір Шпехта «Королівство Вестфальське і його графом Чернишовим».
1878 року стає генералом від інфантерії. У квітні 1879 року планувалося його переміщення на посаду командувача військами Московського військового округу, проте в останній момент Олександр II вирішив залишити М.Казнакова на колишній посаді. 1881 року звільнений з посад з призначенням членом Державної ради. Помер 1885 року. Похований на Микільському цвинтарі Олександро-Невської лаври.

## Родина
Дружина — Єлизавета, донька дійсного статського радника Сергія Петровича Неклюдова
Діти:
- Микола (1856—1929), генерал від кавалерії, командир 12-го армійського корпусу в 1-у світову війну.
- Сергій (1863—1930), дійсний статський радник, чиновник Міністерства закордонних справ.
- Варвара (1865-після 1916), фрейліна.
- Ольга (1866—1900), дружина контр-адмірала А. Г. Бутаковим.
- Олександр (1871—1933), полковник, директор Кавказького музею та Тифліської публічної бібліотеки